# Marshall Wace
Marshall Wace LLP è un hedge fund britannico con sede a Londra, in Inghilterra, fondato da Paul Marshall e Ian Wace nel 1997. La società, che nel 2022  gestisce un patrimonio (AUM) di  64 miliardi di dollari, è riconosciuta come uno dei maggiori gestori di hedge fund al mondo. Sede centrale a Londra, in Sloane Street, ha uffici a New York, Hong Kong, Shanghai e Singapore. 

## Storia
Prima di avviare il fondo, Paul Marshall era responsabile delle azioni europee presso Mercury Asset Management, mentre Ian Wace era responsabile del trading azionario presso Deutsche Bank.  Nel 1997, Marshall e Wace lanciarono Marshall Wace; gestivano 50 milioni di dollari: 25 milioni di dollari da George Soros e 25 milioni di dollari provenienti da familiari e amici.
La società è membro fondatore dell'Hedge Fund Standards Board (HFSB) e membro dell'Alternative Investment Management Association (AIMA). 
Nell'agosto 2014, Marshall Wace ha guadagnato 36 milioni di dollari andando allo scoperto sul crollo della banca portoghese Banco Espírito Santo.
Nel 2015 Kohlberg Kravis Roberts ha acquisito una partecipazione del 24,9% in Marshall Wace.
Nel 2020, Marshall Wace ha annunciato i suoi piani per raccogliere 1 miliardo di dollari per un nuovo hedge fund verde che dipenderà dagli elementi ambientali ed etici per la negoziazione di azioni.
Nel dicembre 2023, la società ha registrato ricavi pari a 1,2 miliardi di sterline nell'anno conclusosi a febbraio 2023, in calo rispetto a 1,5 miliardi di sterline dell'anno precedente. Gli utili ammontavano a 538 milioni di sterline, suddivisi tra 26 partner della società.